# 화양연화 - 삶이 꽃이 되는 순간
《화양연화 - 삶이 꽃이 되는 순간》은 2020년 4월 25일부터 2020년 6월 14일까지 방영된 tvN 토일 드라마이다.

## 기획의도
아름다운 첫사랑이 지나고 모든 것이 뒤바뀐 채 다시 만난 두 사람 재현과 지수. 가장 빛나는 시절의 자신을 마주한 이들의 마지막 러브레터.

## 등장 인물

### 주요 인물
- 유지태 : 한재현 역 (20대 과거역 박진영) - 연희대학교 수석입학 법학과 91학번. 형성그룹 회장의 사위, 장서경의 남편
- 이보영 : 윤지수 역 (20대 과거역 전소니) - 연희대학교 음대 피아노과 93학번. 잘 웃고 잘 우는 소녀 같은 면모와, 불의에 타협하지 않는 강단 있고 꼿꼿한 성격

### 윤지수 주변 인물

#### 지수 가족
- 장광 : 윤형규 역 - 지수의 아버지. 26년 전, 서울중앙지방검찰청 검사장까지 지냈다. 부와 권력을 모두 지닌 기득권층이었으나... 지금은 치매를 확진 받고 요양원에 입원 중
- 이종남 : 정숙희 역 - 지수의 어머니. 여대 음대 출신의 전형적인 현모양처 스타일
- 채원빈 : 윤지영 역 - 지수의 여동생. 착하고 순한 지수와는 달리, 고집이 세고 승부욕이 강해서 아빠가 원하는 서울 법대에 어렵지 않게 들어감
- 고우림 : 이영민 역 - 지수와 세훈의 아들. 비상할 정도로 똑똑해서 초등학교 때부터 영재학급을 놓치지 않더니 어렵지 않게 유명 국제중학교에 입학한 수재

### 한재현 주변 인물

#### 형성그룹
- 문성근 : 장산 역 - 재현의 장인이자 서경의 아버지. 유통과 제조 분야의 대기업인 형성그룹의 회장
- 박시연 : 장서경 역 - 대기업 형성그룹의 무남독녀. 재현의 아내
- 박민수 : 한준서 역 - 재현과 서경의 아들. 뼛속까지 로열패밀리. 차고 넘치는 재산 가운데서 하필이면 못된 성질만 물려받음
- 강영석 : 강준우 역 - 재현의 비서이자 운전기사
- 김호창 : 정윤기 역 - 형성 본사 전략기획실 부장. 재현이 전략기획실에 있을 때 재현의 직속 후배

#### 재현 부모
- 남명렬 : 한인호 역 - 재현의 아버지. 철강회사 노동자
- 손숙 : 이경자 역 - 재현의 어머니. 철강노동자였던 남편과 함께 생계를 책임지기 위해, 오랜 세월 시장에서 생선 장사를 해옴

#### 재현 저택
- 박정언 : 재현의 저택 집사, 가정부

### 재현, 지수 대학 동기들
- 우정원 : 양혜정 역 (20대 박한솔) - 연희대 공대 화공과 93학번. 일명 공대 언니. 지수의 고등학교 대학교 동창. 어릴 땐 과학자를 꿈꿨으나, 현실은 그저 화학회사 다니는 직장인
- 이태성 : 주영우 역 (20대 병헌) - 법학과 93학번. 재현의 과 후배이자 지수의 대학 동창 졸업 후, 사법고시는 포기하고 중소기업에 입사하여 평범한 회사원으로 지냈다. 퇴직금을 받아 LP 바를 차림
- 민성욱 : 이동진 역 (20대 은해성) - 법학과 91학번. 재현의 절친. 재현의 대학동창. 개인 변호사 사무실을 가지고 있는 이혼 전문 변호사
- 김주령 : 성화진 역 (20대 한지원) - 재현의 대학 동기이자 운동권 동지

### 그 외 인물
- 김영훈 : 이세훈 역 - 지수의 전 남편. 강남의 대형 로펌 변호사. 명예가 필요하다는 세훈母의 욕심에 따라 사법고시를 패스했다. 좋지 않은 성적으로 연수원을 마치고, 갈 데 없는 세훈은 국선변호사를 택했다.
- 김영아 : 최선희 역 - 지수의 마트 동료. 비정규직 마트 캐셔 중 최고참으로, 본의 아니게 시위를 이끌게 됨. 지수에게도 큰 위로와 힘이 되는, 때론 언니 같고 때론 엄마 같은 존재
- 김선화 : 이세훈 모 역 -

강아지 특별출연🐕🐶
- 몬드 : 몬드 역
- 카오 : 카오 역

## 시청률
최저 시청률과 최고 시청률은 시청률 조사회사와 지역별로 시청률에 차이가 있을 수 있습니다.
| 2020년      | 2020년      | 2020년         | 2020년       |
| 회차        | 방송일      | AGB 시청률     | AGB 시청률   |
| 회차        | 방송일      | 대한민국(전국) | 서울(수도권) |
| ----------- | ----------- | -------------- | ------------ |
| 제1회       | 4월 25일    | 5.431%         | 6.297%       |
| 제2회       | 4월 26일    | 4.400%         | 5.670%       |
| 제3회       | 5월 2일     | 5.420%         | 6.235%       |
| 제4회       | 5월 3일     | 4.209%         | 4.862%       |
| 제5회       | 5월 9일     | 4.209%         | 5.233%       |
| 제6회       | 5월 10일    | 3.891%         | 4.612%       |
| 제7회       | 5월 16일    | 3.896%         | 4.782%       |
| 제8회       | 5월 17일    | 4.104%         | 5.180%       |
| 제9회       | 5월 23일    | 3.772%         | 4.446%       |
| 제10회      | 5월 24일    | 3.739%         | 4.329%       |
| 제11회      | 5월 30일    | 4.301%         | 4.885%       |
| 제12회      | 5월 31일    | 3.878%         | 4.320%       |
| 제13회      | 6월 6일     | 4.128%         | 4.990%       |
| 제14회      | 6월 7일     | 3.655%         | 4.379%       |
| 제15회      | 6월 13일    | 4.842%         | 5.429%       |
| 제16회      | 6월 14일    | 4.514%         | 5.200%       |
| 평균 시청률 | 평균 시청률 | 4.274%         | 5.053%       |

## 같이 보기
- 대한민국의 텔레비전 드라마 목록 (ㅎ)
- 2020년 대한민국의 텔레비전 드라마 목록